# Allocosa parvivulva
Allocosa parvivulva is een spinnensoort uit de familie van de wolfspinnen (Lycosidae).
De wetenschappelijke naam van de soort werd in 1927 als Lycosa parvivulva gepubliceerd door Reginald Frederick Lawrence.